# Garden of Eden (песня Леди Гаги)
«Garden of Eden» (с англ. — «Райский сад») — песня американской певицы и автора-исполнителя Леди Гаги, вошедшая в её седьмой студийный альбом Mayhem, который был издан 7 марта 2025 года лейблом Interscope Records.

## История
После анонса своего студийного альбома Mayhem, Гага раскрыла название песни в треклисте 18 февраля 2025 года. Лирика из песни распространилась днем ранее на ее официальном сайте в череде загадочных тизеров. 5 марта она представила песню в рекламном ролике ESPN, в котором песня звучит на фоне клипов и кадров гонок Формулы-1.

## Композиция
«Garden of Eden» — электро, синти-поп и дэнс-поп трек, спродюсированный французским диджеем Гезаффельштайном и сочетающий в себе влияние некоторых из ее ранних работ, включая The Fame (2008), Born This Way (2011) и Artpop (2013). «Эклектичная» клубная песня, в которой певица воплощает идеи из своей «обширной карьеры», когда она «бросается в поп 2000-х годов» с просьбой следовать за ней.

## Отзывы
После выхода песня «Garden of Eden» получила положительные отзывы от музыкальных критиков, многие из которых назвали песню выдающейся. В рейтинге всех песен альбома для Billboard Стивен Доу поставил ее на второе место, назвав трек «поп-жемчужиной A+», а также конгломератом «всех звуков, которые помогли сделать Гагу иконой, которой она является». Алексис Петридис из The Guardian рассматривал песню как пример «мимолетного клубного разгула как бальзам для души». Редактор Vogue Кристиан Аллер назвал ее одной из двух «сексуальных поп-бангеров альбома, которые наверняка станут хитами во всех гей-клубах». В рецензии для Pitchfork Уолден Грин высоко оценил трек, в котором «Гага призывает MDMA, девятидюймовые шпильки и старое доброе богохульство, представляя место первородного греха как складской рейв с Богом в диджейской кабине».
Алекса Кэмп из Slant Magazine посчитала, что трек — это «попытка возродить грязный стиль тусовщиц» из The Fame с «бесстыдством человека вдвое моложе ее». Стивен Дж. Хоровиц из Variety сказал, что песня «настолько соответствует этой эстетике», что могла бы появиться как на The Fame, так и на The Fame Monster (2009).

## Чарты
| Чарт (2025)                          | Высшая позиция |
| ------------------------------------ | -------------- |
| Австралия (ARIA)                     | 77             |
| Канада (Billboard Canadian Hot 100)  | 43             |
| Чехия (Singles Digitál Top 100)      | 77             |
| Финляндия (Suomen virallinen lista)  | 36             |
| Франция (SNEP)                       | 82             |
| Германия (GfK)                       | 92             |
| Мир (Billboard Global 200)           | 31             |
| Ирландия (IRMA)                      | 31             |
| Италия (FIMI)                        | 97             |
| Литва (AGATA)                        | 60             |
| Нидерланды (Single Top 100)          | 75             |
| Новая Зеландия (RMNZ)                | 4              |
| Республика Корея (Circle)            | 179            |
| Испания (PROMUSICAE)                 | 84             |
| Швеция (Sverigetopplistan)           | 92             |
| Швейцария (Schweizer Hitparade)      | 43             |
| Великобритания (UK Singles Chart)    | 23             |
| США (Billboard Hot 100)              | 52             |
| США (Hot Dance/Pop Songs, Billboard) | 3              |